# Escut de Cercs

Escut oficial de Cercs

L'escut oficial de Cercs té el següent blasonament:
Escut caironat: de sinople, un pont d'argent de quatre ulls movent dels flancs sostingut sobre un peu ondat de quatre peces d'atzur i d'argent i sobremuntat de dos pics d'or passats en sautor. Per timbre, una corona mural de vila.

## Història
Va ser aprovat el 29 de gener del 2001 i publicat al DOGC el 13 de febrer del mateix any amb el número 3326.
S'hi representa el Pont de Rabentí, sobre la riera de Peguera (simbolitzat per les faixes ondades), on va néixer l'antiga vila de Cercs. Els pics de la part superior fan referència a les mines de carbó de Cercs i Fígols, el principal recurs econòmic del municipi fins al seu tancament durant la segona meitat del segle xx.